# 楊椿 (康熙進士)
楊椿（1675年—1753年），字农先，江苏武进人，明末狀元楊廷鑒孫，中國清朝史學家。

## 生平
康熙五十七年（1718年）中进士，改庶吉士，官至翰林院侍读学士，日讲起居注官。曾任《明史》和《明纪纲目》等多部官修史书纂修官，并提出獨到的修史主张，重視考據，卻為張廷玉所不喜，意見當時不為采納。